# Francesco Marcolini
Francesco Marcolini (Genova, 1º giugno 1971) è un velista italiano, campione italiano della categoria Tornado.
Tesserato per lo Yacht Club Italiano del capoluogo ligure ha collezionato un palmarès di tutto rispetto nelle classi catamarano hobiecat 16 e 18 e quindi su Classe A.
Dal 1998 per poter accedere alle categorie olimpiche è passato a regatare nella classe Tornado.
Campione italiano di categoria con il suo giovanissimo prodiere Edoardo Bianchi, ha partecipato alle ultime Olimpiadi di Atene 2004 classificandosi al decimo posto.